# 浅井小向
浅井小向（あさいこむかい）は、千葉県市原市の三和地区にある大字。郵便番号は290-0251。

## 概要
市原市中央部の三和地区西部にある。東部を養老川が流れており、一帯は河川流域の水田地帯が広がる。国道沿いには道の駅あずの里いちはらがある。

## 地理
北は大坪、東は相川、南は安須、西は新生と接している。

## 世帯数と人口
2022年4月1日現在の世帯数と人口は以下の通りである。
| 町丁字   | 世帯数 | 人口  |
| -------- | ------ | ----- |
| 浅井小向 | 61世帯 | 140人 |

## 通学区域
市立小学校・市立中学校及び県立高等学校の通学区域は以下の通りである。
| 町丁字   | 番地 | 小学校             | 中学校             | 高等学校 |
| -------- | ---- | ------------------ | ------------------ | -------- |
| 浅井小向 | 全域 | 市原市立海上小学校 | 市原市立三和中学校 | 第9学区  |